# Érase una vez en Springfield
Érase una vez en Springfield (titulado, Once Upon a Time in Springfield en la versión original) es el décimo episodio de la vigesimoprimera temporada de la serie de animación Los Simpson. Se emitió originalmente el 10 de enero de 2010 en la cadena Fox, en Estados Unidos junto con el documental The Simpsons 20th Anniversary Special - In 3-D! On Ice!. Aunque fue promocionado como el episodio número 450 de la serie, cuando realmente es el 451. Este episodio fue nominado al Premio Emmy por mejor serie de comedia de media hora o una hora.

## Sinopsis
Cuando el show de Krusty comienza a perder audiencia de niñas, los productores le dicen a Krusty que es hora de poner un personaje femenino. Dos ejecutivos de la cadena fuerzan a Krusty a contratar a la Princesa Penélope (interpretada por Anne Hathaway) como copresentadora para que el interés de las niñas por el programa aumente. La química entre Krusty y la Princesa Penélope crece dentro y fuera del escenario hasta que, poco después, Krusty pide la mano de su copresentadora en matrimonio, lo cual molesta a  Bart y Milhouse y planean impedir la boda. Cuando se están por casar, los niños le enseñan a Krusty y a Penélope lo que pasó con sus otras esposas (las dejó al poco tiempo), pero a Penélope no le importa y Krusty decide que ella merecía a alguien mejor y cancela la boda y Penélope tristemente acepta su decisión. Días después, se ve a Penélope triste en París cantando canciones en un café y luego va a un puente donde ve en el reflejo del Río Sena a Krusty a su lado y voltea solo para ver que no estaba ahí, sin embargo Krusty si estaba ahí, sólo que había caído al agua, Penélope salta tras él al río, feliz de que Krusty haya cambiado de opinión y Krusty responde que prefiere ser feliz que ser noble y perderla y se besan.
Mientras, cuando el Sr. Burns decide acabar con los donuts gratis en la Central para recortar gastos, Homer, Lenny y Carl deciden reunirse con un consejero laboral especializado en trabajo en energía nuclear que les ofrece un mundo de posibilidades sin draconianas medidas anti-donut.

## Producción
En el episodio se puede ver a Anne Hathaway regresar al programa, esta vez dando voz a la princesa Penélope. Jackie Mason volvió a dar voz al padre de Krusty, Rabino Hyman Krustofski. Eartha Kitt también grabó un papel antes de su muerte en diciembre de 2008. Penélope no es una princesa real, a pesar de que su nombre completo es Penelope Mountbatten Habsburg Hohenzollern Mulan Pocahontas .
La maestra de Lisa, que estaba cansada por todos los informes de las niñas de su clase sobre varias princesas como mujeres inspiradoras, dijo que había un informe sobre la princesa Ana, quince sobre la princesa Diana, dos sobre la "bebé princesa Ingrid Alexandra de Noruega " y uno sobre la princesa Leia.